# Schalenbrunnen (München)

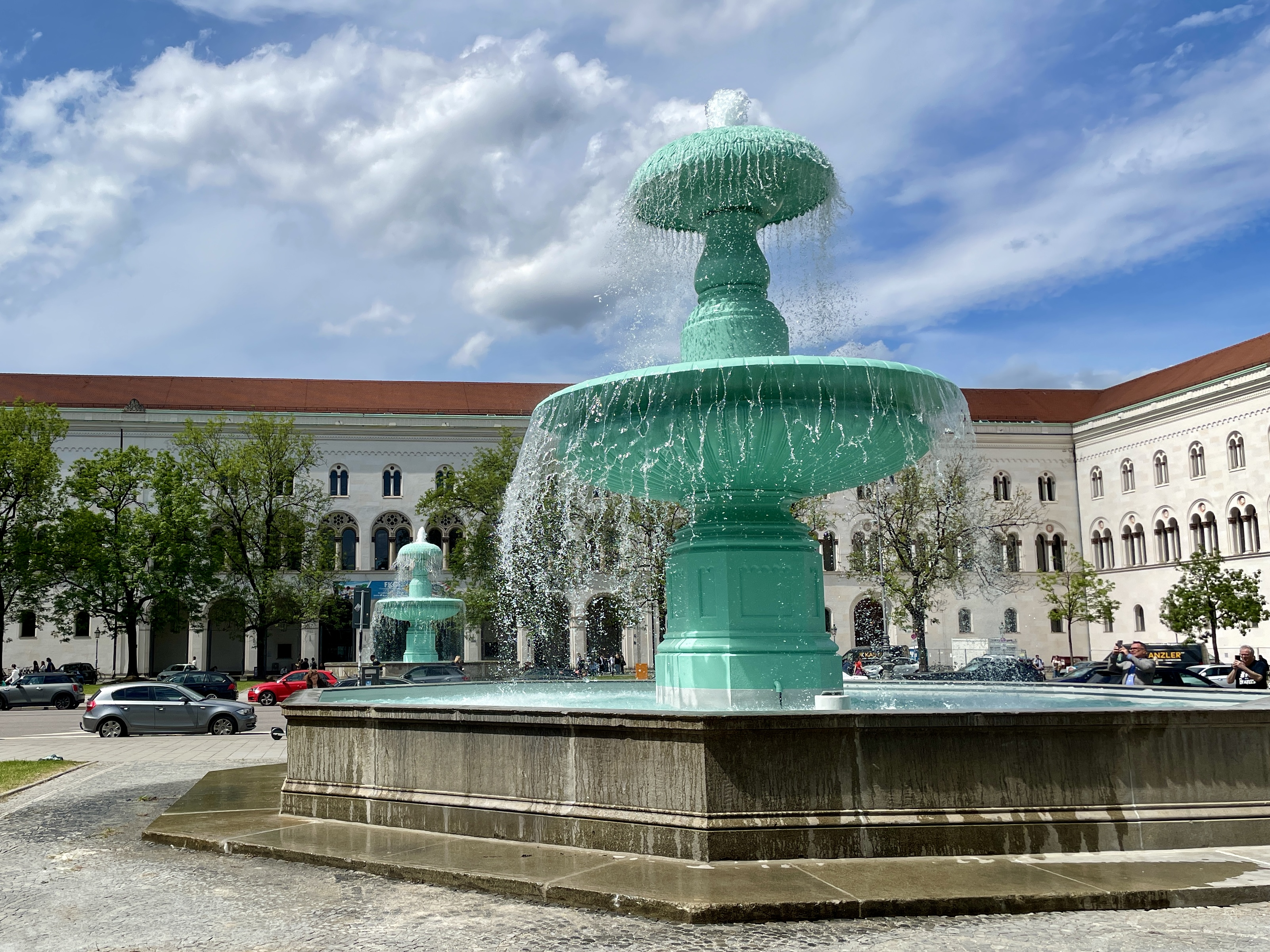
Im Vordergrund der Brunnen am Professor-Huber-Platz, im Hintergrund das Gegenstück am Geschwister-Scholl-Platz (Mai 2024)

Die beiden Schalenbrunnen (auch: Römische Brunnen genannt) auf dem Geschwister-Scholl-Platz und auf dem Professor-Huber-Platz in der  Maxvorstadt der bayerischen Landeshauptstadt München  wurden nach dem Vorbild der Brunnen auf dem Petersplatz in Rom 1840 bis 1844 durch König Ludwig I. vom Architekten Friedrich von Gärtner im klassizistischen Stil erbaut. Die aus Eisen und Granit hergestellten Anlagen stehen unter Denkmalschutz.

## Architektur

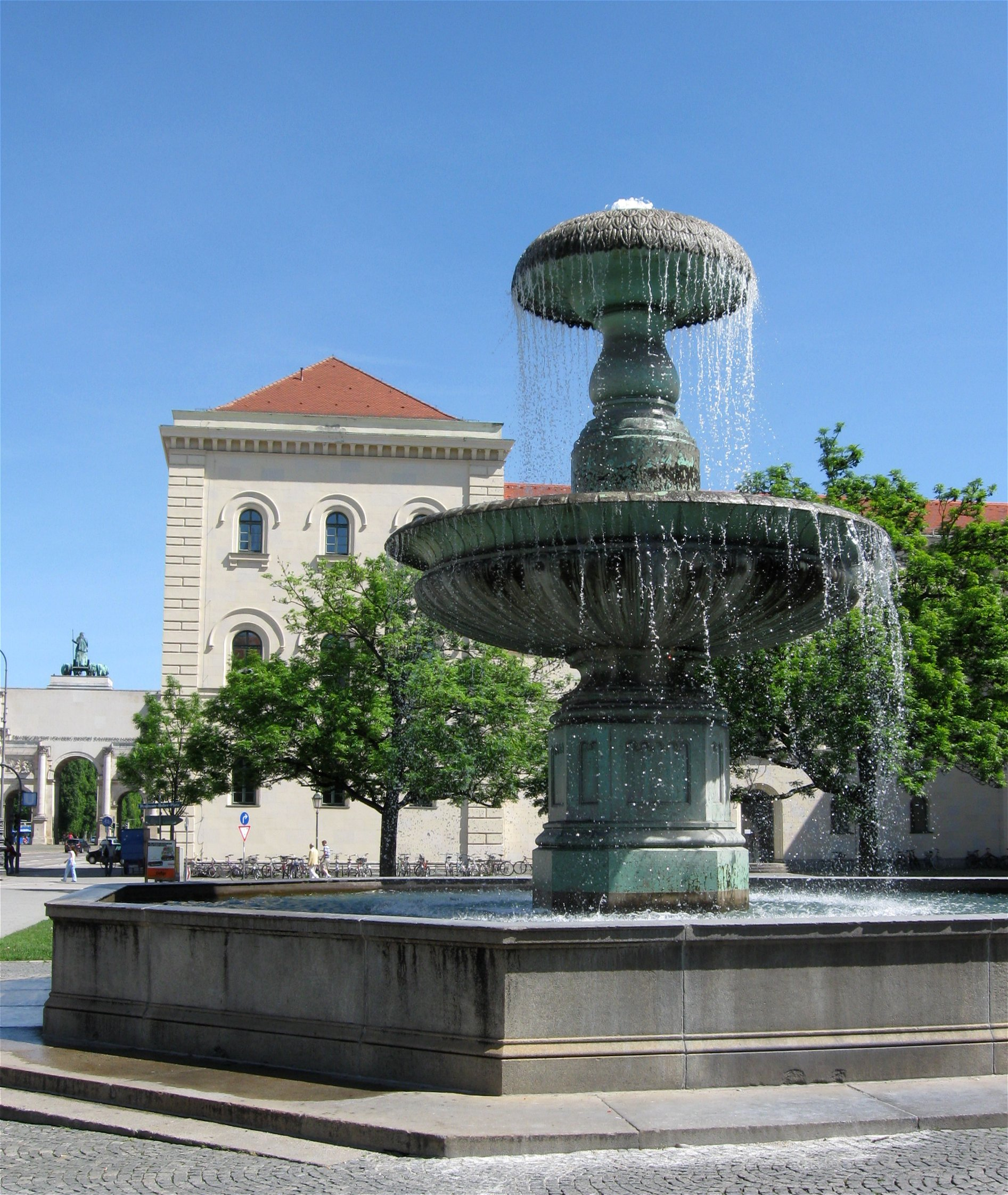
Der östliche Brunnen am Professor-Huber-Platz (Mai 2009)

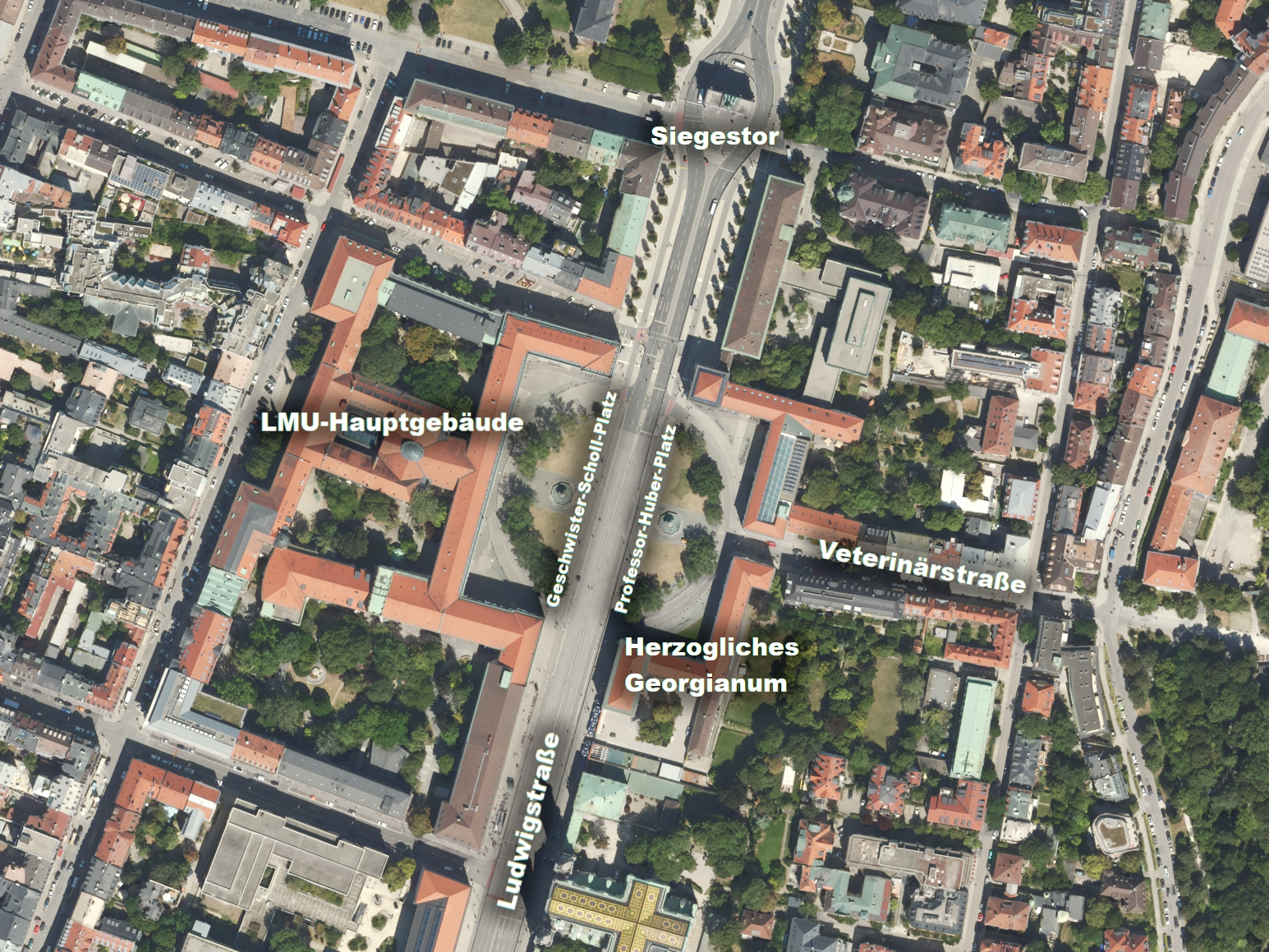
Luftbild von München, zentral zu sehen sind die beiden Plätze als Halbkreise mit jeweils einem Brunnen in der Mitte.

Der Geschwister-Scholl-Platz und der Professor-Huber-Platz bilden je einen Halbkreis entlang der dazwischen laufenden Ludwigstraße. Die Brunnen befinden sich jeweils in der Mitte des Halbkreises und sind nahezu identisch.
Der Sockel und das Wasserbecken sind jeweils achteckig und haben einen Durchmesser von fast 10 Metern. Das Becken ist aus Hauzenberger Granit gefertigt. Die 8,20 Meter hohe, eisengegossene Brunnensäule besteht aus zwei Schalen und war ursprünglich bronziert, erhielt in der Nachkriegszeit jedoch einen hellgrünen Anstrich, der korrosionsbedingt nachdunkelte. Das hochgeleitete Wasser fällt von der oberen auf die untere Schale, um dann wiederum wie ein durchsichtiger Vorhang in das Wasserbecken zu fallen. Unterirdisch sind die Brunnen über einen Tunnel verbunden, in dem die Wasserleitungen verlaufen und der zudem als Wartungszugang fungiert. Nachts können die Brunnen beleuchtet werden.

## Geschichte

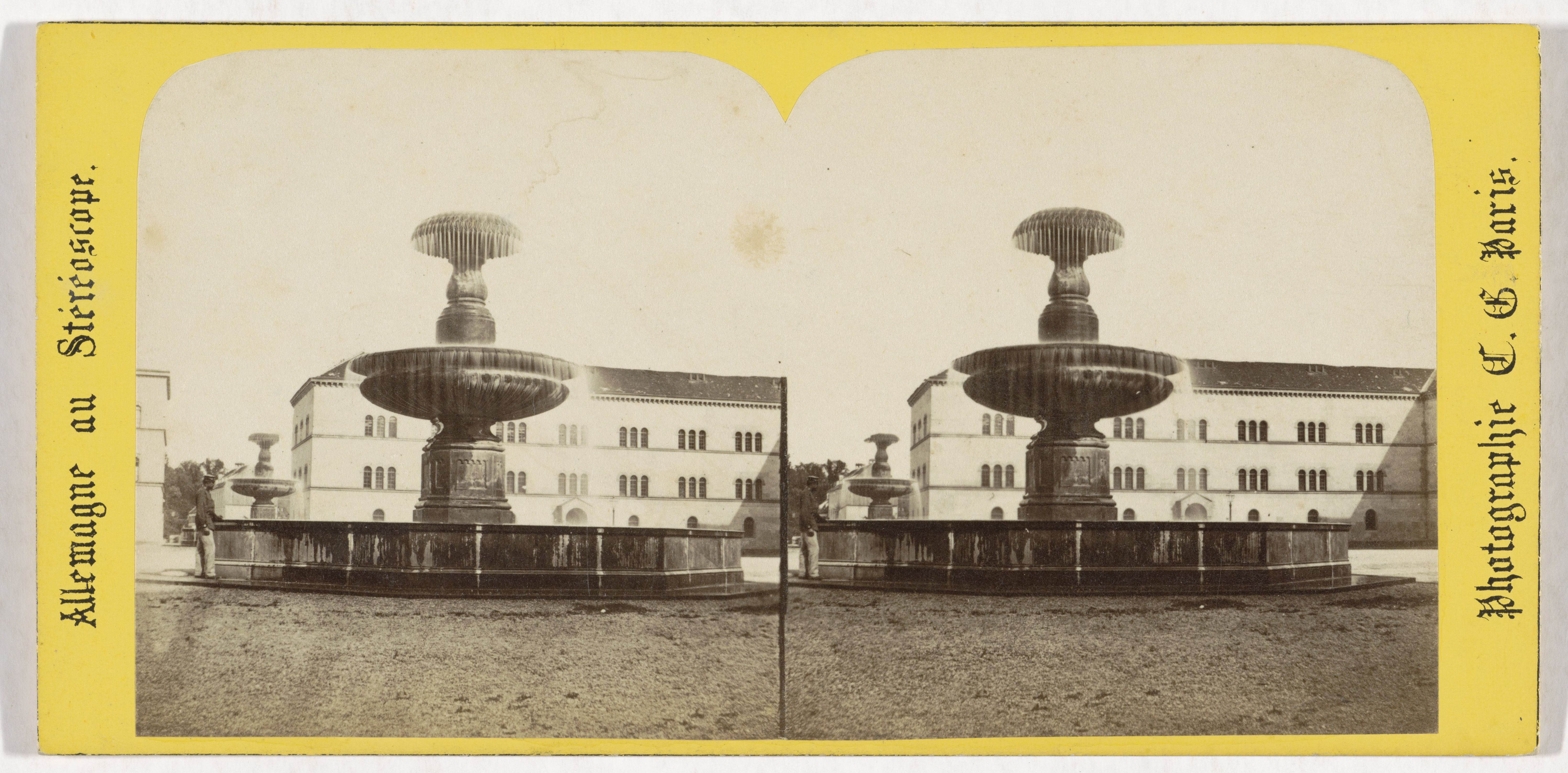
Stereoskopische Aufnahme der beiden Schalenbrunnen, 1868

Architekt Friedrich von Gärtner war ab 1827 mit dem Neubau des Hauptgebäudes der Ludwig-Maximilians-Universität München durch König Ludwig I. beauftragt. Die Grundsteinlegung hierfür begann 1835, die Fertigstellung erfolgte 1840. Gleichzeitig war Gärtner für den Umbau der Ludwigstraße zu einer Prachtstraße vom Odeonsplatz bis zum von 1843 bis 1850 gebauten Siegestor zuständig.
Im Zuge der Planungen für den Universitätsneubau wünschte sich Ludwig I. einen Brunnen zentral auf der Straßenachse. Gärtner überzeugte ihn jedoch, in unmittelbarer Nähe des Siegestors auf ein weiteres zentrales Element zu verzichten und stattdessen zwei identische Brunnen – ähnlich derer auf dem Petersplatz in Rom – je westlich und östlich der Ludwigstraße zu platzieren.
Finanziert aus der Zivilliste des Königs, wurden die Brunnen von 1840 bis 1844 erbaut und 1848 der Universität übertragen, während das Grundstück bei der Stadt München verblieb.
Im Zweiten Weltkrieg blieben die Brunnen – im Gegensatz zu den umliegenden Gebäuden – fast unversehrt. Jedoch wurde das Brunnenhaus am Haus der Kunst, welches bis dahin die Brunnen gespeist hatte, im Krieg schwer beschädigt und schließlich 1956 abgebrochen.
In den 1950er Jahren und von 2023 bis 2024 erfolgte jeweils eine größere Sanierung.